# Andrejs Piedels
Andrejs Piedels, född 17 september 1970 i Jēkabpils i dåvarande Sovjetunionen, är en lettisk före detta fotbollsmålvakt.
Han spelade 14 landskamper för Lettland och medverkade som reservmålvakt EM i Portugal 2004, bakom Aleksandrs Koļinko.
På klubblagssidan representerade han mest nämnvärt Skonto Riga.